# Martin Femsteinevik
Martin Femsteinevik (* 16. Februar 1994 in Hatlestrand) ist ein norwegischer Biathlet. 

## Leben
Martin Femsteinevik stammt aus Hatlestrand in der Kommune Kvinnherad. Im Alter von 13 Jahren wurde bei ihm Leukämie diagnostiziert. Als 19-Jähriger gewann er zwei Goldmedaillen bei der Norwegischen Meisterschaft der Junioren. Im März 2018 gewann er Gold bei der norwegischen Meisterschaft im Biathlon. Seine Schwester Ragnhild Femsteinevik ist ebenfalls Biathletin.